# Canton de Castres-Ouest
Le canton de Castres-Ouest est un ancien canton français situé dans le département du Tarn et la région Midi-Pyrénées.

## Géographie
Ce canton était organisé autour de Castres dans l'arrondissement de Castres. Son altitude variait de 147 m (Saïx) à 367 m (Castres) pour une altitude moyenne de 169 m.

## Administration
| Période | Période | Identité           | Étiquette    | Qualité                                 |
| ------- | ------- | ------------------ | ------------ | --------------------------------------- |
| 1998    | 2001    | Philippe Guérineau | PS           | Professeur, adjoint au Maire de Castres |
| 2001    | 2008    | Jean-Pierre Antoni | RPR puis DLR | Proviseur                               |
| 2008    | 2015    | Louis Cazals       | PS           | Ingénieur                               |

## Composition
| Communes | Population (2012) | Code postal | Code Insee |
| -------- | ----------------- | ----------- | ---------- |
| Castres  | 43 496 (1)        | 81100       | 81065      |
| Navès    | 703               | 81710       | 81195      |
| Saïx     | 3 277             | 81710       | 81273      |

(1) fraction de commune.

## Démographie
| 1962 | 1968 | 1975 | 1982 | 1990 | 1999 | 2009 |
| ---- | ---- | ---- | ---- | ---- | ---- | ---- |
| -    | -    | -    | -    | -    | -    | -    |